# Franconville (Val-d’Oise)
Franconville ist eine französische Gemeinde mit 38.024 Einwohnern (Stand 1. Januar 2022) im Département Val-d’Oise und liegt in der nordwestlichen Banlieue von Paris. Sie ist die fünftgrößte Stadt des Départements.

## Geografie
Franconville liegt 20 Kilometer nordwestlich von Paris im Tal von Montmorency am Fuße der Buttes du Parisis, einer bewaldeten Hügelkette.
Die Nachbargemeinden von Franconville sind Beauchamp und Taverny im Nordwesten, Le Plessis-Bouchard im Norden, Ermont und Sannois im Osten, Cormeilles-en-Parisis im Süden und Montigny-lès-Cormeilles im Westen.

## Bevölkerungsentwicklung
Bis zum Beginn des 20. Jahrhunderts war Franconville eine Kleinstadt mit weniger als 2000 Einwohnern. Bereits in der ersten Hälfte des 20. Jahrhunderts setzte ein stetiges Wachstum ein, das bis zum Beginn der 1950er Jahre die Einwohnerzahl fast auf den vierfachen Wert anwachsen ließ. Von den 1950er Jahren bis zum Anfang der 1980er wuchs die Stadt dann rapide zur Mittelstadt mit über 30.000 Bewohnern um dieses Niveau seither zu halten.
| Jahr                       | 1962   | 1968   | 1975   | 1982   | 1990   | 1999  | 2006   | 2016   | 2021   |
| Einwohner                  | 11.185 | 16.205 | 24.231 | 32.948 | 33.802 | 33497 | 32.988 | 36.112 | 37.520 |
| Quellen: Cassini und INSEE |        |        |        |        |        |       |        |        |        |

## Sehenswürdigkeiten
- Château Cadet-de-Vaux, erbaut 1758
- Kirche Sainte-Madeleine, erbaut 1903 bis 1911

## Städtepartnerschaften
Franconville verbindet Partnerschaften mit den Städten Viernheim in Hessen und Potters Bar in der englischen Grafschaft Hertfordshire, die auch untereinander Städtepartnerschaften pflegen.